# Sagudaten
Die Sagudaten (griechisch Σαγουδάται) waren ein südslawischer Stamm in Makedonien vom 7. bis 9. Jahrhundert.
676/678 belagerten sie mit Awaren, Rhynchinen und Drugubiten die byzantinische Stadt Thessaloniki.
Um 800 sollten sie von Mönchen des Klosters Kastamoniton auf dem Athos zusammen mit den Wlachorechinen christianisiert werden.